# Takenouchi no Sukune

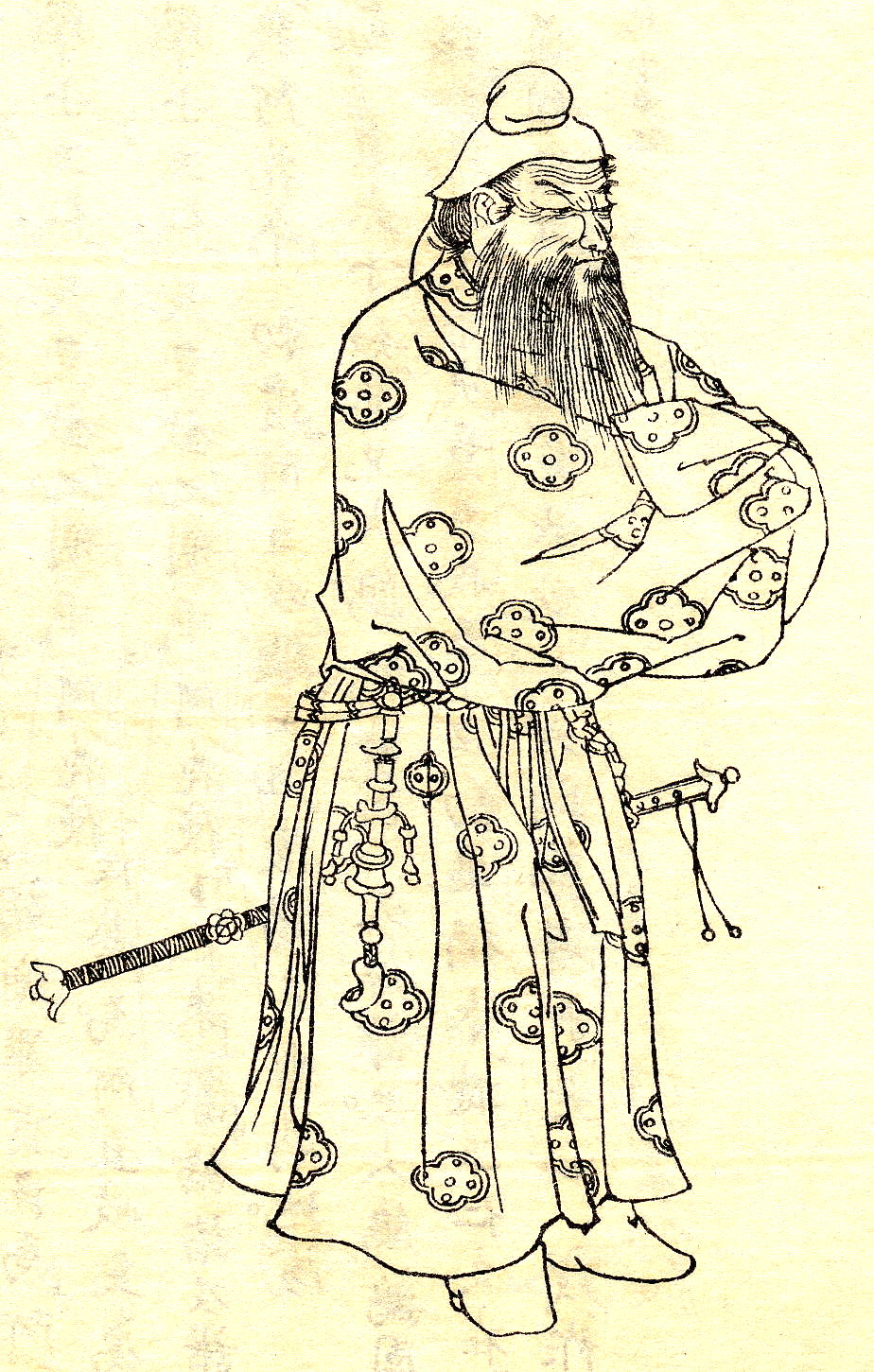
Takenouchi no Sukune desenhado por Kikuchi Yosai

erro em {{japonês}}: Texto em japonês ou romaji necessário (ajuda) (84-?) foi um herói lendário da História do Japão, estadista, e é um kami do xintoismo.

## Vida
Takenouchi no Sukune era filho da Princesa Kagehime, e neto do Príncipe Imperial Hikofuto Himakoto no Mikoto .  Era descendente do Imperador Kōgen , Takenouchi serviu  a pelo menos de cinco imperadores lendários, Imperador Keiko , Imperador Seimu , Imperador Chuai , Imperador Ojin , e Imperador Nintoku , mas é mais conhecido por seu serviço como Primeiro Ministro da Sesshō Jingū, quando a ajudou a preparava a invasão ao Reino de Silla. Pouco depois Takenouchi foi acusado de traição. Ele foi submetido a "prova da água fervente", para provar sua inocência .
Além de seus serviços militares para esses imperadores, Takenouchi no Sukune era também um Saniwa (médium espiritual) .

## Legado
Vinte e oito clãs japoneses afirmam ser descendentes de Takenouchi no Sukune, incluindo os Clãs  Ki , Katsuragi , Heguri , Kose e Soga . É uma figura lendária, e afirmam que por ter bebido água diariamente de um poço sagrado, o ajudou a viver até os 280 anos de idade. Takenouchi no Sukune foi consagrado como Kami no Santuário Ube , no distrito de Iwami da Província de Tottori e nos Santuários dedicados a Hachiman . Seu retrato apareceu no iene  e bonecos dele são os mais populares presentes do Dia das Crianças  .
Takenouchi no Sukune é avô de Takenouchi no Matori (竹内真鸟), que escreveu os manuscritos de Takenouchi Monjo (竹内文书) que retratava o Japão antes dos registros do Kojiki e do Nihon Shoki . Cópias destes manuscritos podem ser vistas no Santuário Kouso kotai Jingu na Província de Ibaraki .